# Nicolas Fauvergue
Nicolas Fauvergue (ur. 13 października 1984 w Béthune) – francuski piłkarz grający na pozycji napastnika.

## Kariera klubowa
Fauvergue jako junior grał w zespołach Béthunois, RC Lens oraz Lille OSC. W 2003 roku został włączony do pierwszej drużyny Lille. W Ligue 1 zadebiutował 18 października 2003 w zremisowanym 0:0 meczu z AC Ajaccio, a 16 kwietnia 2005 w wygranym 2:1 spotkaniu z Lens strzelił swojego pierwszego ligowego gola. W sezonie 2004/2005 wraz z zespołem wywalczył wicemistrzostwo Francji, a w dwóch następnych występował z nim w rozgrywkach Ligi Mistrzów. W latach 2009–2011 był wypożyczany z Lille do zespołów Ligue 2: Strasbourga oraz Sedanu, którego zawodnikiem został po sezonie 2010/2011.
W 2012 roku Fauvergue przeszedł do pierwszoligowego Stade de Reims i spędził tam sezon 2012/2013, a w następnym sezonie był wypożyczony do drugoligowego FC Metz. W kolejnych latach był jeszcze graczem drużyn AC Ajaccio oraz Paris, grających w Ligue 2. W 2016 roku zakończył karierę.
W Ligue 1 rozegrał 124 spotkania i zdobył 13 bramek.
| Sezon   | Klub                 | Kraj    | Rozgrywki | Mecze | Bramki | Rozgrywki Europy   | Mecze | Bramki |
| ------- | -------------------- | ------- | --------- | ----- | ------ | ------------------ | ----- | ------ |
| 2003/04 | Lille OSC            | Francja | Ligue 1   | 1     | 0      | –                  | –     | –      |
| 2004/05 | Lille OSC            | Francja | Ligue 1   | 5     | 1      | Liga Europy UEFA   | 3     | 0      |
| 2005/06 | Lille OSC            | Francja | Ligue 1   | 18    | 2      | Liga Mistrzów UEFA | 5     | 0      |
| 2006/07 | Lille OSC            | Francja | Ligue 1   | 28    | 4      | Liga Mistrzów UEFA | 8     | 3      |
| 2007/08 | Lille OSC            | Francja | Ligue 1   | 21    | 2      | –                  | –     | –      |
| 2008/09 | Lille OSC            | Francja | Ligue 1   | 28    | 3      | –                  | –     | –      |
| 2009/10 | RC Strasbourg (wyp.) | Francja | Ligue 2   | 26    | 13     | –                  | –     | –      |
| 2010/11 | CS Sedan (wyp.)      | Francja | Ligue 2   | 31    | 9      | –                  | –     | –      |
| 2011/12 | CS Sedan             | Francja | Ligue 2   | 30    | 12     | –                  | –     | –      |
| 2012/13 | Stade de Reims       | Francja | Ligue 1   | 23    | 2      | –                  | –     | –      |
| 2013/14 | FC Metz (wyp.)       | Francja | Ligue 2   | 28    | 5      | –                  | –     | –      |
| 2014/15 | AC Ajaccio           | Francja | Ligue 2   | 34    | 12     | –                  | –     | –      |
| 2015/16 | Paris                | Francja | Ligue 2   | 14    | 0      | –                  | –     | –      |